# Faseolamina
A faseolamina é uma glicoproteína obtida do feijão branco (Phaseolus vulgaris). 
Esta tem como função bloquear parcialmente a ação da enzima alfa-amilase, enzima esta sintetizada e liberada pelo pâncreas quando da ingestão de carboidratos. 
A faseolamina é uma substância, proveniente do feijão branco, que recentemente vem sendo muito utilizada como auxiliar em processos de emagrecimento.
É uma glicoproteína que inibe a ação da enzima alfa-amilase, responsável por transformar carboidrato (amido) em glicose. Com a inibição dessa enzima, os amidos não são digeridos e são enviados diretamente ao intestino, onde são eliminados através das fezes.
Através desse mecanismo a faseolamina auxilia no emagrecimento e beneficia pessoas diabéticas, pois diminui a quantidade de açúcar no sangue.

## Como a Faseolamina funciona
Feijão Branco Faseolamina
Ao inibir a digestão do amido, através da ação na enzima alfa-amilase, faz com que esse carboidrato não seja absorvido pelo organismo.
Cerca de 2250 calorias são neutralizadas por apenas um grama de Faseolamina.[carece de fontes?]
A Faseolamina, quando aliada a uma dieta equilibrada e a exercícios físicos regulares, permite o consumo de carboidratos necessários para que o organismo tenha energia, sem aumento de peso, ao mesmo tempo em que elimina as toxinas.

## Benefícios da Faseolamina
- Ajuda no combate à diabetes, diminuindo a taxa de açúcar no sangue;
- Inibe a absorção de carboidratos, neutralizando calorias;

- Contém fibras, que melhoram o funcionamento dos intestinos.